# Schlachtgeschwader 77
77-я эскадра непосредственной поддержки войск  (сокращённо SG77 (нем. Schlachtgeschwader 77))— эскадра штурмовой авиации люфтваффе. Соединение входит в пятёрку лидеров числу награждений Рыцарским крестом среди авиационных соединений нацистской Германии.

## История
1 мая 1939 года, из нескольких отдельных эскадрилий пикирующих бомбардировщиков были организованы штаб и две группы 77-й эскадры пикирующих бомбардировщиков, сокращённо StG77 (нем. Sturzkampfgeschwader 77), третья группа была укомплектована 9 июля 1940 года. На вооружении эскадры находились пикирующие бомбардировщики Junkers Ju 87 «Штука», составляющие основу штурмовой авиации нацистской Германии.
Самолёты эскадры оказывали непосредственную поддержку сухопутным войскам в ходе вторжения в Польшу и во Францию и внесли большой вклад в их, успешный для вермахта, исход. Во время воздушного наступления на Англию пикирующие бомбардировщики StG77 понесли большие потери из-за противодействия истребителей Королевских ВВС (эскадра потеряла двух командиров групп и пять командиров эскадрилий). Переброшенные на Средиземноморский театр военных действий пилоты эскадры участвовали операциях против Югославии и Греции. Именно пилоты StG77 совершили серию ковровых бомбардировок Белграда, в результате чего было повреждено около 50 % зданий города.
Накануне нападения на СССР, эскадра была переброшена на Восточный фронт. Юнкерсы StG77 участвовали в операциях по окружению основных сил советского Западного фронта, затем были переброшены на южный участок советско—германского фронта. В составе 8-го авиакорпуса люфтваффе В. фон Рихтгофена, подразделения эскадры приняли участие в нескольких стратегических операциях вермахта — второй битве за Харьков, Крымском наступлении, штурме Севастополя, наступлении на Кавказ. В ходе этих боевых действий выяснилось, что пикирующие бомбардировщики Ju 87 морально устарели и уже не отвечают требованиям, предъявляемым к штурмовой авиации.
Уже в 1943 году из состава эскадры было выделено несколько подразделений, которые в боевых условиях испытывали новые образцы самолётов: Henschel Hs 129, штурмовую модификацию истребителя Focke-Wulf Fw 190 F и противотанковую модификацию Ju 87 G. В первой половине 1943 года StG77 также участвовали воздушных сражениях на Кубани и Курской битве. В последней эскадра была включена в «Боевое соединение Купфер» (нем. Gefechtsverband Kupfer), во главе с командиром StG2 Э. Купфером, объединившее всю штурмовую авиацию люфтваффе на данном участке фронта. Осенью 1943 года, по распоряжению Купфера, возглавившего к тому времени командование штурмовой авиации рейха, все эскадры пикирующих бомбардировщиков подлежали преобразованию в эскадры непосредственной поддержки войск и переоснащению самолётами Fw 190 °F и Ju 87 G. 8 октября 1943 года 77-я эскадра пикирующих бомбардировщиков была переименована в 77-ю эскадру непосредственной поддержки войск, сокращённо SG77 (нем. Schlachtgeschwader 77). Начиная с осени 1943 года и до конца войны, SG77 перебрасывалась на наиболее сложные участки фронта, сражаясь над Правобережной Украиной, Южной Польшей, Польшей и Германией.

## Командиры
- Майор Хельмут Брук, 18 октября 1943 – 15 февраля 1945
- Обер-лейтенант Манфред Моссингер, 16 февраля 1945 – 8 мая 1945